# Данильцево (Ивановская область)
 Данильцево — деревня в Ильинском районе Ивановской области. Входит в состав Аньковского сельского поселения.

## География
Находится в западной части Ивановской области на расстоянии приблизительно 12 км на юго-восток по прямой от районного центра села Ильинское-Хованское.

## История
В 1859 году здесь (тогда владельческое сельцо в составе Юрьевского уезда Владимирской губернии) было учтено 10 дворов.

## Население
Постоянное население составляло 99 человек (1859 год), 14 в 2002 году (русские 100 %), 18 в 2010.